# Муратлы
Муратлы (тур. Muratlı) — город и район в провинции Текирдаг (Турция).

## История
В этих местах любил останавливаться со своим войском султан Мурад I, отсюда и название Муратели («под защитой Мурада»), которое впоследствии исказилось в Муратлы.